# Black & Blue (canción de Miike Snow)
«Black & Blue» es una canción de la banda sueca de indie Miike Snow. Fue el tercer sencillo de su debut homónimo "Miike Snow", lanzado el 26 de octubre de 2009.
Alcanzó el puesto #64 en el UK Singles Chart.

## Video musical
En el videoclip aparece el actor escocés Jeffrey Stewart, conocido por interpretar a Reg Hollis en el drama de televisión británico "The Bill".

## Listado de canciones
| Vinyl, 12" |                                            |          |  |
| N.º        | Título                                     | Duración |  |
| 1.         | «Black & Blue» (Álbum Versión)             | 03:41    |  |
| 2.         | «Black & Blue» (Tiga Remix)                | 06:23    |  |
| 3.         | «Black & Blue» (Savage Skulls Remix)       | 07:23    |  |
| 4.         | «Black & Blue» (Andy George & Jaymo Remix) | 05:18    |  |
| 5.         | «Black & Blue» (Netsky Remix)              | 05:20    |  |
| 6.         | «Black & Blue» (Caspa Remix)               | 05:37    |  |

## Posicionamiento en listas
| Lista (2009)                                | Mejor posición |
| ------------------------------------------- | -------------- |
| Bélgica (Flandes) (Ultratip Bubbling Under) | 10             |
| Reino Unido (UK Dance Chart)                | 2              |
| Reino Unido (UK Singles Chart)              | 64             |